# L'Aube de l'amour
L'Aube de l'amour est une huile sur toile de l'artiste anglais William Etty, exposée pour la première fois en 1828. Elle se trouve actuellement dans le musée d'art de Russell-Cotes Art Gallery & Museum, à Bournemouth. Le tableau fait vaguement référence à un passage du masque de John Milton de 1634, Comus. Il s'agit d'une peinture de nu montrant une Vénus réveillant l'Amour endormi d'une caresse sur ses ailes. Etty intégrait souvent des corps nus dans son travail, mais dépeignait rarement une intimité physique, et à cet égard, L'Aube de l'amour représente une de ses peintures les moins communes. Le caractère ouvertement sensuel de ce travail avait pour but de lancer un défi au spectateur en reflétant l'intrigue de la pièce Comus, dans laquelle l'héroïne est tentée par le désir, mais demeure rationnelle et détachée.
Bien que le tableau ait été salué par certains critiques pour sa composition et son exécution, L'Aube de l'amour a été assez mal reçu lors de sa première exposition. Etty s’était forgé une réputation de peintre de corps réalistes, et sa Vénus stylisée apparut comme excessivement influencée par des artistes étrangers tels que Rubens, avec un rendu trop voluptueux, aux couleurs peu réalistes. La peinture dans son ensemble fut jugée de mauvais goût et obscène. L'Aube de l'amour ne figura ainsi pas dans les 133 peintures exposées dans la grande rétrospective des travaux d'Etty en 1849, et lorsqu'elle fut exposée à Glasgow en 1899, elle entraîna des plaintes pour sa soi-disant obscénité. En 1899, Sir Merton Russell-Cotes (en) fit l'acquisition du tableau, qui est resté dans la collection du musée Russell-Cotes Art Gallery & Museum depuis lors.

## Contexte

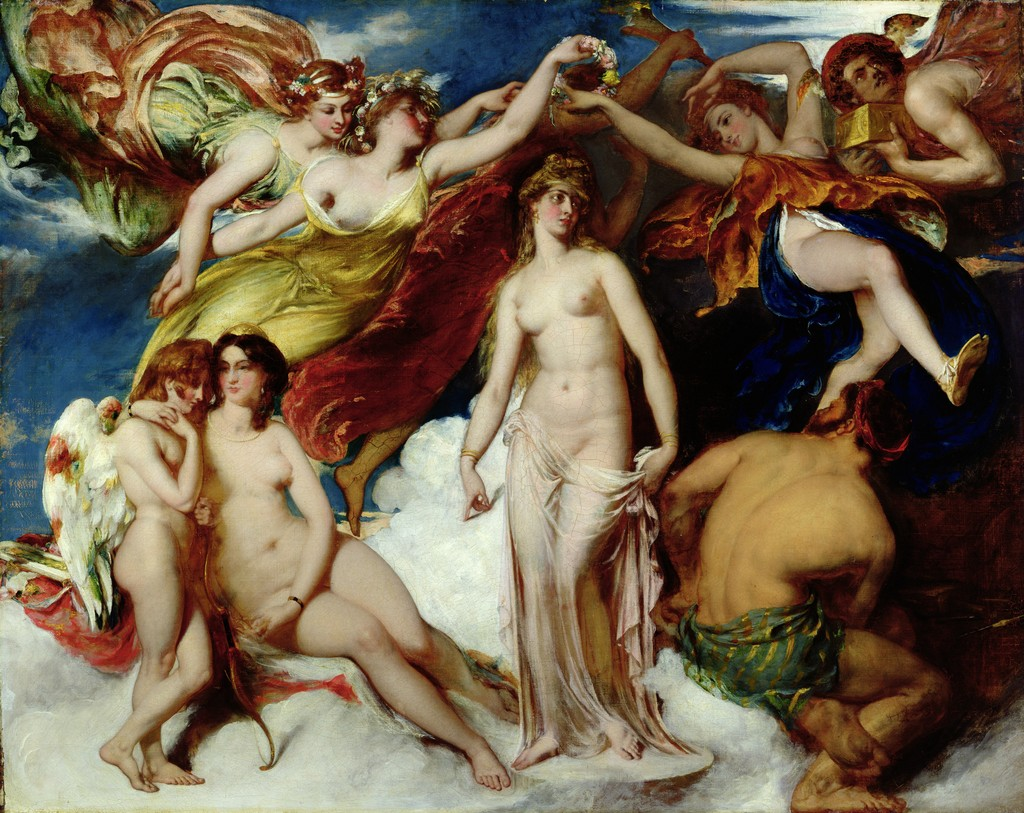
Pandora Couronnée par les Saisons (1824). Après le succès de Cléopâtre, Etty tente de retrouver ce succès en réalisant d'autres peintures historiques avec des nus.

William Etty est né en 1787, d'un père boulanger et meunier de York. Il devient apprenti imprimeur à Hull. Après son apprentissage de sept ans, il déménage à Londres « avec quelques crayons de craie », avec l'intention de devenir un peintre d'histoire dans la tradition des Vieux Maîtres. Il s'inscrit à la Royal Academy, et après un an d'études sous la direction du portraitiste renommé Thomas Lawrence, Etty retourne à la Royal Academy pour y dessiner du nu et reproduire des peintures,. En disciple de John Opie, qui encourage le style peu à la mode de Titien et de Rubens face au style dominant de Joshua Reynolds, Etty ne réussit aucune compétition de l'académie et se voit refuser chaque travail qu'il soumet pour l'Exposition d'été de la Royal Academy dans les années 1810. En 1821, la Royal Academy accepte et expose un de ses travaux à l'Exposition d'éte, L'Arrivée de Cléopâtre en Cilicie (également connu sous le nom du Triomphe de Cléopâtre). Cette peinture est extrêmement bien reçue, et beaucoup de confrères artistes admirent énormément Etty. Il devient une référence pour sa capacité à peindre avec justesse les tons de la peau, et pour sa fascination des contrastes de ceux-ci. Après l'exposition de Cléopâtre, Etty tente de retrouver ce succès en peignant du nu de scènes bibliques, littéraires et mythologiques.
Alors que certains nus d'artistes étrangers se trouvent dans des collections privées anglaises, le pays n'a pas de tradition de la peinture de nu, et l'exposition et la distribution publiques d’œuvres de nu ont été supprimées par la Proclamation du Découragement du Vice en 1787, un acte de la Société anglaise de Suppression du Vice. Etty fut le premier artiste britannique spécialisé dans le nu, et la réaction des classes populaires à ses tableaux provoqua des inquiétudes tout au long du XIXe siècle. De nombreux critiques condamnèrent ses multiples représentations de la nudité féminine pour indécence, alors que ses portraits de nu masculin étaient généralement bien reçus,.

## Composition
And on the tawny sands and shelves
Trip the pert fairies and the dapper elves
By dimpled brook and fountain-brim
The wood-nymphs, decked with daisies trim
Their merry wakes and pastimes keep;
What hath night to do with sleep?
Night hath better sweets to prove,
Venus now wakes, and wakens Love.
Come, let us our rites begin;
'Tis only day-light that makes sin
Which these dun shades will ne'er report.
Hail! Goddess of nocturnal sport.
L'Aube de l'amour illustre un passage du début de Comus, un masque (spectacle de cour anglais inventé au XVIe siècle) de 1634 par John Milton. Comus est un conte moral dans lequel la protagoniste, seulement connue sous l'appellation « The Lady » (en français : La Dame) est séparée de sa famille. Elle rencontre le magicien débauché Comus qui la capture, l'emprisonne et utilise tous les moyens en son pouvoir pour essayer d'enflammer son désir sexuel. La Dame résiste à toutes les tentations, et avec sa raison et sa morale, parvient à résister aux efforts de Comus qui essaie de l'attirer dans l'excès et de la faire céder à son désir.
La peinture d'Etty n'est pas une illustration directe d'une scène de Comus. Au lieu de cela, elle est inspirée d'un passage initial du récit où Comus, avant de rencontrer La Dame, médite sur le fait que le péché est seulement problématique si les autres en deviennent conscients, et qu'il est ainsi naturel et juste de s'abandonner aux désirs primaires si l'obscurité nous protège. Il affirme : « Quel est le rapport entre la nuit et le sommeil ? La nuit a d'autres douceurs à offrir, Vénus s'y éveille, et réveille l'Amour ». La peinture d'Etty montre la Vénus nue, en déesse du sport nocturne[Quoi ?], se penchant pour réveiller l'Amour endormi d'une caresse sur ses ailes,. Alors qu'Etty avait bâti sa réputation sur sa capacité admirée à peindre des silhouettes humaines réalistes, la Vénus de l'Aube de l'amour est très stylisée, réalisée en pastiche voulu du style de Rubens.
L'Aube de l'amour présente délibérément un dilemme moral au spectateur. Par sa représentation franche de la nudité et de la sensualité, Etty y présente le même argument que celui de Comus, le fait qu'il soit rationnel pour le spectateur de succomber à ses pensées libidineuses en privé. La peinture offre le même défi moral que celui présenté par Comus à La Dame, celui de rester fidèle à sa nature bonne, morale et rationnelle, malgré l'absence de désavantages apparents dans le jeu avec le désir[pas clair].
Alors qu'Etty peint souvent la nudité, il représente rarement l'intimité physique dans des cadres autres que le combat. L'Aube de l'amour est ainsi inhabituel parmi ses œuvres. Le biographe d'Etty, Leonard Robinson, commenta en 2007 que L'Aube de l'amour « est un sujet si peu habituel pour Etty qu'on a du mal à saisir pourquoi il l'a peint ».

## Réception

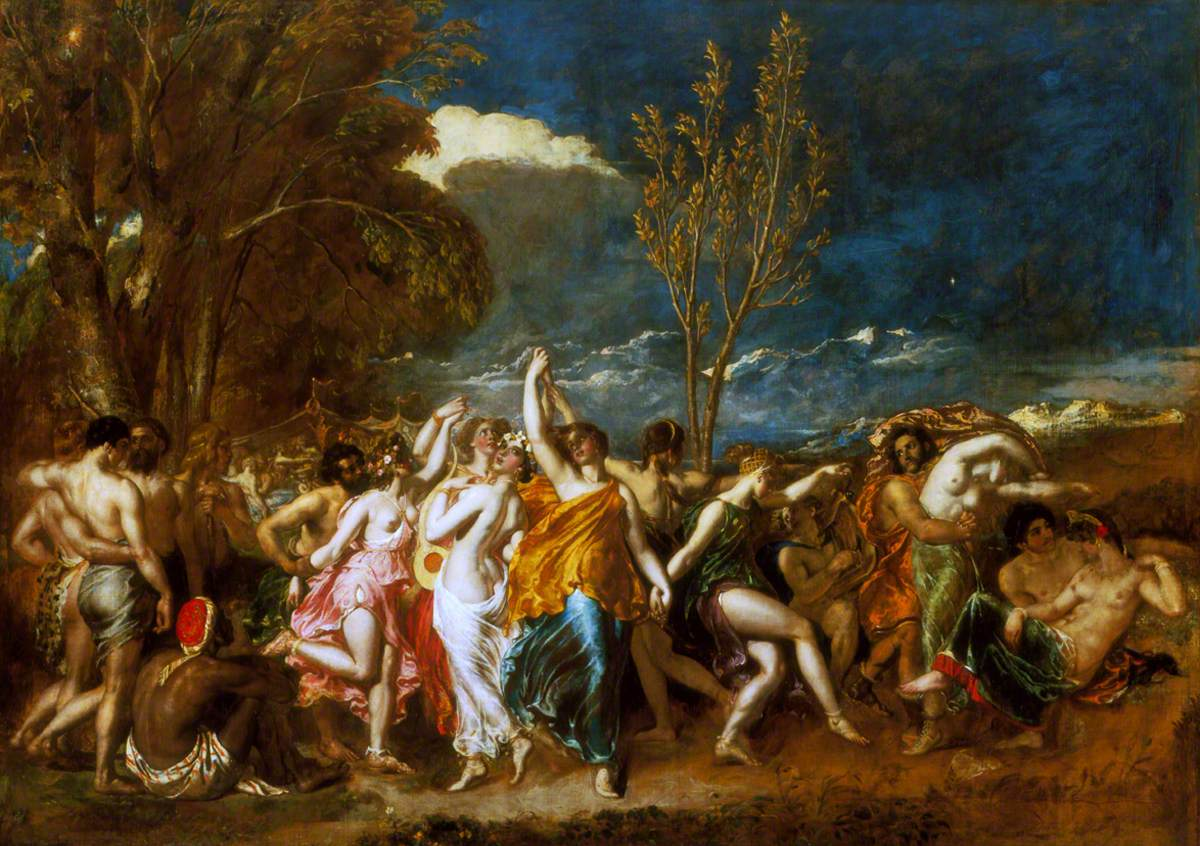
Le Monde avant le Déluge, exposé plus tard en 1828, illustre également l'œuvre de Milton, Le Paradis Perdu cette fois-ci.

Etty expose le tableau en février 1828 à la British Institution sous le titre Vénus s'éveille, et réveille l'Amour.,. Le tableau subit immédiatement une tempête de moqueries pour le style dans lequel la Vénus est peinte. Une des rares critiques positives est celle de The New Monthly Magazine, qui considère que « le corps de Vénus est joliment dessiné et mis en couleur voluptueusement ; et la manière dont elle réveille l'Amour, en ébouriffant les plumes de ses ailes, et superbement imaginée et exécutée ». The Times remarque que le dessin est « libre et fluide » et « la coloration riche mais parfaitement naturelle », mais trouve que « le sujet, en revanche, est représenté de façon trop séduisante (on pourrait, en toute bienséance, utiliser un terme bien plus sévère) pour l'œil public ». La Literary Gazette admet que la peinture est « très attrayante, surtout sa couleur », mais considère la « volupté du tableau comme une des fautes de goût les plus impardonnables qui soient », et reproche à Etty « sa négligence » en dessin, observant « qu'il est impossible qu'un artiste qui ait étudié, pendant de si longues années, et sans relâche, le modèle vivant, fasse fausse route ainsi faute de connaissances ». Le Monthly Magazine se plaint d'une Vénus « à la couleur maussade et à la silhouette corpulente », ainsi que de « l'exposition excessive de son corps ». Pour La Belle Assemblée, la représentation d'Etty de Vénus, « quand bien même une belle femme voluptueuse, n'est ni une apothéose de la beauté, ni une Vénus, si l'on considère toutes les descriptions de la déesse de l'amour », et regrette « une coloration de la peau crayeuse ».

La critique la plus dure vient d'un lecteur anonyme du London Magazine : 

« Ce petit tableau… nous le condamnons fermement, non pas pour la nudité ou l'indécence dont certains se sont plaints, mais parce qu'il y a une forte volonté d'attribuer à cette nudité de la beauté, de la grâce, et de l'expressivité. La volonté d'habiller la nudité et de soustraire ceci à la réflexion humaine. Etty semble conscient de la froideur de la couleur de la peau, et compense ce manque par l'aspect grassouillet de ses corps. Ceux-ci sont tout sauf voluptueux ou séduisants. Il serait préférable que cet artiste laisse la production de ces petites vignettes inachevées, de ces petits Rubens pâteux, comme des "jouets du désespoir", à d'autres. Son trait ferme, large et viril a besoin d'une perspective plus large et d'un sujet différent. »

Plus tard la même année, un lecteur anonyme revient sur ce thème dans la même revue, et reproche à Etty d'imiter des artistes étrangers plutôt que d'essayer de développer un style nouveau et unique, qui lui est propre. Il observe « qu'il est impossible d'imiter la voix ou les gestes d'autrui, sans exagérer ni caricaturer », et se plaint qu'il « n'est pas bienséant de voir les Vénus de Titien, fables du paganisme, ou occupations primaires des goujats hollandais, mis en parallèle avec les sujets qui représentent la base [de] tous nos espoirs futurs », et ajoute que « de toute évidence, Rubens devrait être évité ici [en Angleterre] comme la peste, et non suivi comme une lumière ».

## Héritage

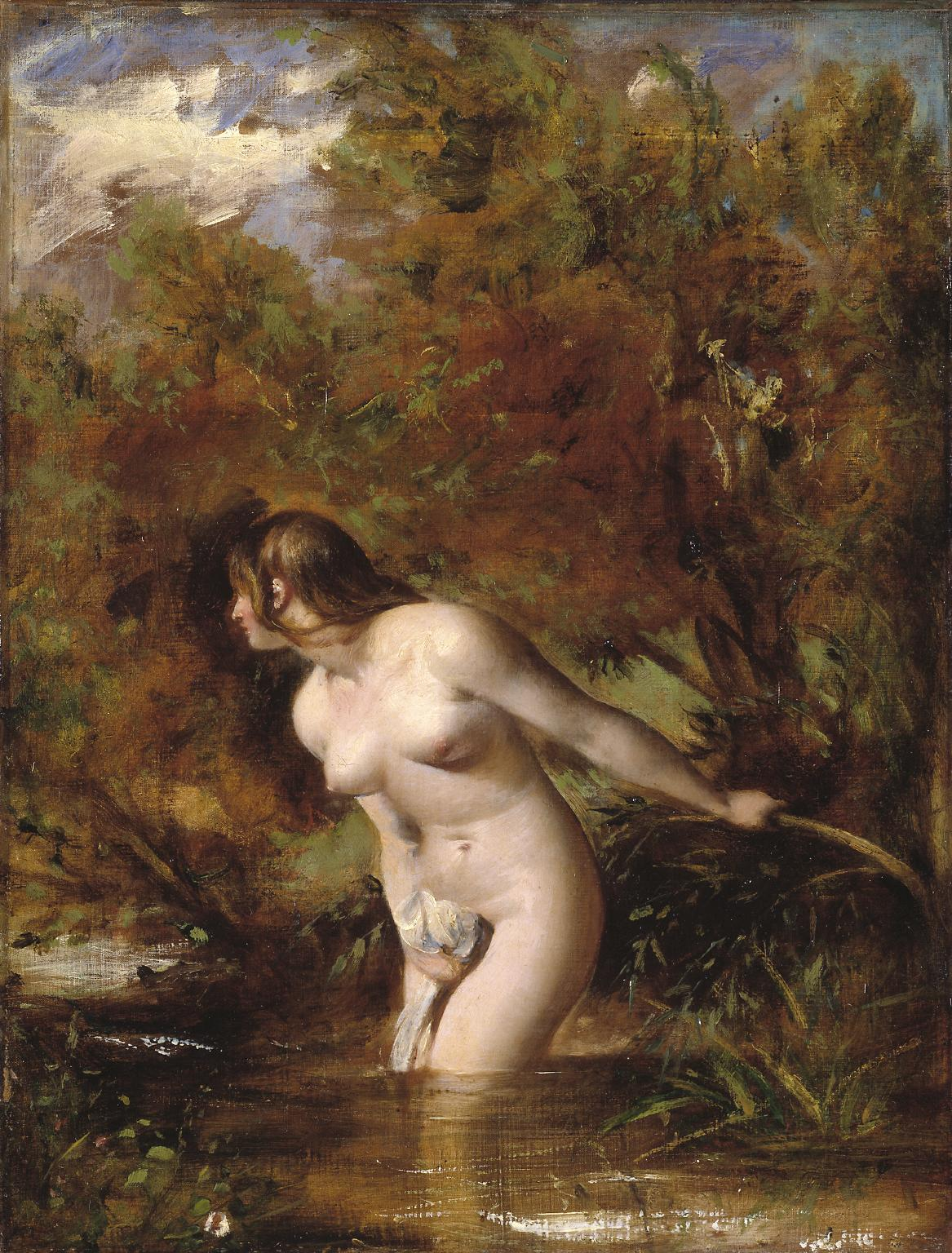
Musidora : la baigneuse alarmée par la caresse du vent (exposé en 1846). Etty continua à peindre des nus tout au long de sa carrière, mais représenta rarement l'intimité physique à nouveau.

En février 1828, peu après l'exposition de l'Aube de l'amour, Etty, grâce à 18 voix d'avance sur John Constable, devient Académicien Royal, la plus grande distinction pour un artiste à cette époque. À partir de 1832, provoqué et attaqué maintes fois par la presse pour ses soi-disant indécence et obscénité, Etty continue d'être un peintre de nu renommé, mais commence à faire des efforts conscients pour refléter des enseignements moraux dans son travail. Il meurt en 1849, travaillant et exposant jusqu'à son décès, et demeure un artiste estimé, même s'il est considéré par beaucoup comme un pornographe. Charles Robert Leslie observe peu après sa mort que « [Etty] lui-même, ne voulant et ne pensant aucun mal, n'était pas conscient de la façon dont ses travaux était regardés par des esprits plus sales ». L'intérêt dans son travail décline lorsque de nouveaux mouvements commencent à définir la peinture en Grande-Bretagne, et à la fin du XIXe siècle, les prix de tous ses tableaux seront tombés plus bas que leurs prix originaux.
L'Aube de l'amour (son titre anglais premier se traduisant par La Vénus se Réveille, et éveille l'Amour) fut exposée en 1829, à la Royal Birmingham Society of Artists, mais on ne sait rien d'autre sur l'histoire de la peinture au cours de la vie d'Etty. Il n'y a aucune trace de la vente d'origine du tableau, et il ne figure pas dans les 133 peintures de la rétrospective consacrée à l'œuvre d'Etty à la Royal Society of Arts en 1849.
On sait qu'en 1835 le tableau se trouvait dans la collection de l'entrepreneur textile Joseph Strutt, mais il n'était pas parmi les tableaux vendus à sa mort en 1844. En juin 1889, il a été acquis par Sir Merton Russell-Cotes à un acheteur inconnu pour une somme inconnue, et est resté dans la collection du Russell-Cotes Art Gallery & Museum à Bournemouth depuis lors. En 1899, il a été exposé avec les autres œuvres de la collection de Russell-Cotes à la Glasgow Corporation Gallery. Cette exposition a causé une certaine polémique en raison de sa nature soi-disant obscène. En 1894, certaines impressions d'œuvres prétendument obscènes d'artistes majeurs ont été supprimées d'une boutique de Glasgow par la police et les magistrats, et il a été jugé inapproprié pour une institution publique d'exposer une œuvre aussi obscène. Plusieurs personnes éminentes du monde de l'art comme Frederic Leighton sont alors intervenues, et l'exposition s'est poursuivie. L'Aube de l'amour a également été exposée au Arts Council en 1955 et a figuré dans une rétrospective importante sur l'œuvre d'Etty à la York Art Gallery en 2011–2012.